# Victor Amadeus Adolf van Anhalt-Bernburg-Schaumburg-Hoym
Victor Amadeus Adolf van Anhalt-Bernburg-Schaumburg-Hoym (Heerlijkheid Schaumburg, 7 september 1693 - aldaar, 15 april 1772) was van 1727 tot aan zijn dood de tweede vorst van Anhalt-Bernburg-Schaumburg-Hoym. Hij behoorde tot het huis Ascaniërs.

## Levensloop
Victor Amadeus Adolf was de oudste zoon van vorst Lebrecht van Anhalt-Bernburg-Schaumburg-Hoym uit diens eerste huwelijk met Charlotte, dochter van vorst Adolf van Nassau-Schaumburg.
Na de dood van zijn moeder Charlotte erfde hij in 1700 het rijksgraafschap Holzappel en na de dood van zijn grootmoeder Elisabeth Charlotte van Holzappel het Slot Schaumburg. Hetzelfde jaar kreeg zijn vader Lebrecht van zijn vader Victor I Amadeus van Anhalt-Bernburg de districten Hoym, Zeitz en Belleben toegewezen, waarmee de basis gelegd werd voor het vorstendom Anhalt-Bernburg-Schaumburg-Hoym. In 1721 maakte Lebrecht Hoym tot residentiestad van het vorstendom en liet hij er een slot bouwen. 
In 1714 werd Victor Amadeus Adolf volwassen verklaard en begon hij zelfstandig te regeren over het rijksgraafschap Holzappel. Na de dood van zijn vader in 1727 werd hij eveneens vorst van Anhalt-Bernburg-Schaumburg-Hoym. 
Hij nam deel aan de Spaanse Successieoorlog en was in 1711-1712 betrokken bij veldtochten tegen Frankrijk in de Republiek der Zeven Verenigde Nederlanden. Victor werd nabij Denain gevangengenomen, maar kwam al snel terug vrij. De conflicten met de vorsten van Anhalt-Bernburg om de domeinen van het huis Anhalt-Bernburg-Schaumburg-Hoym bleven ook onder Victors bewind voortduren. Ook had de staat zwaar te lijden onder de gevolgen van de Zevenjarige Oorlog.
Victor Amadeus Adolf overleed in april 1772 op 78-jarige leeftijd.

## Huwelijken en nakomelingen
Op 22 november 1714 huwde hij in Birstein met Charlotte Louise van Isenburg-Birstein (1680-1739), dochter van graaf Willem Maurits van Isenburg-Birstein. Ze kregen zes kinderen:
- Victoria Charlotte (1715-1792), huwde in 1732 met vorst Frederik Christiaan van Brandenburg-Bayreuth
- Louise Amalia (1717-1721)
- Lebrecht (1718-1721)
- Christiaan (1720-1758), majoor in het Pruisische leger
- Karel Lodewijk (1723-1806), generaal in het Nederlandse leger en vorst van Anhalt-Bernburg-Schaumburg-Hoym
- Frans Adolf (1724-1784), generaal-majoor in het Pruisische leger.

Op 14 februari 1740 hertrouwde hij met Hedwig Sophie (1717-1795), dochter van graaf Wenceslaus Hendrik Henckel von Donnersmarck. Aangezien zijn tweede echtgenote van lagere stand was, was dit een morganatisch huwelijk, hoewel ze binnen het huis Anhalt erkend werd. Ze kregen zes kinderen:
- Frederik Lodewijk Adolf (1741-1812), generaal-majoor in het Zweedse leger en vorst van Anhalt-Bernburg-Schaumburg-Hoym
- Sophie Charlotte Ernestine (1743-1781), huwde in 1760 met graaf Wolfgang Ernst II van Isenburg-Büdingen
- Victor Amadeus (1744-1790), generaal in het Russische leger
- Karel (1745)
- Hedwig Augusta (1747-1760)
- George August (1751-1754)